# Zborov (Ledenice)
Zborov je vesnice, část městyse Ledenice v okrese České Budějovice v Jihočeském kraji. Leží zhruba sedm kilometrů jihovýchodně od centra Českých Budějovic. Součástí katastrálního území Zborov o rozloze 12,43 km² je kromě samotného Zborova i sousední vesnice Ohrazeníčko.

## Historie

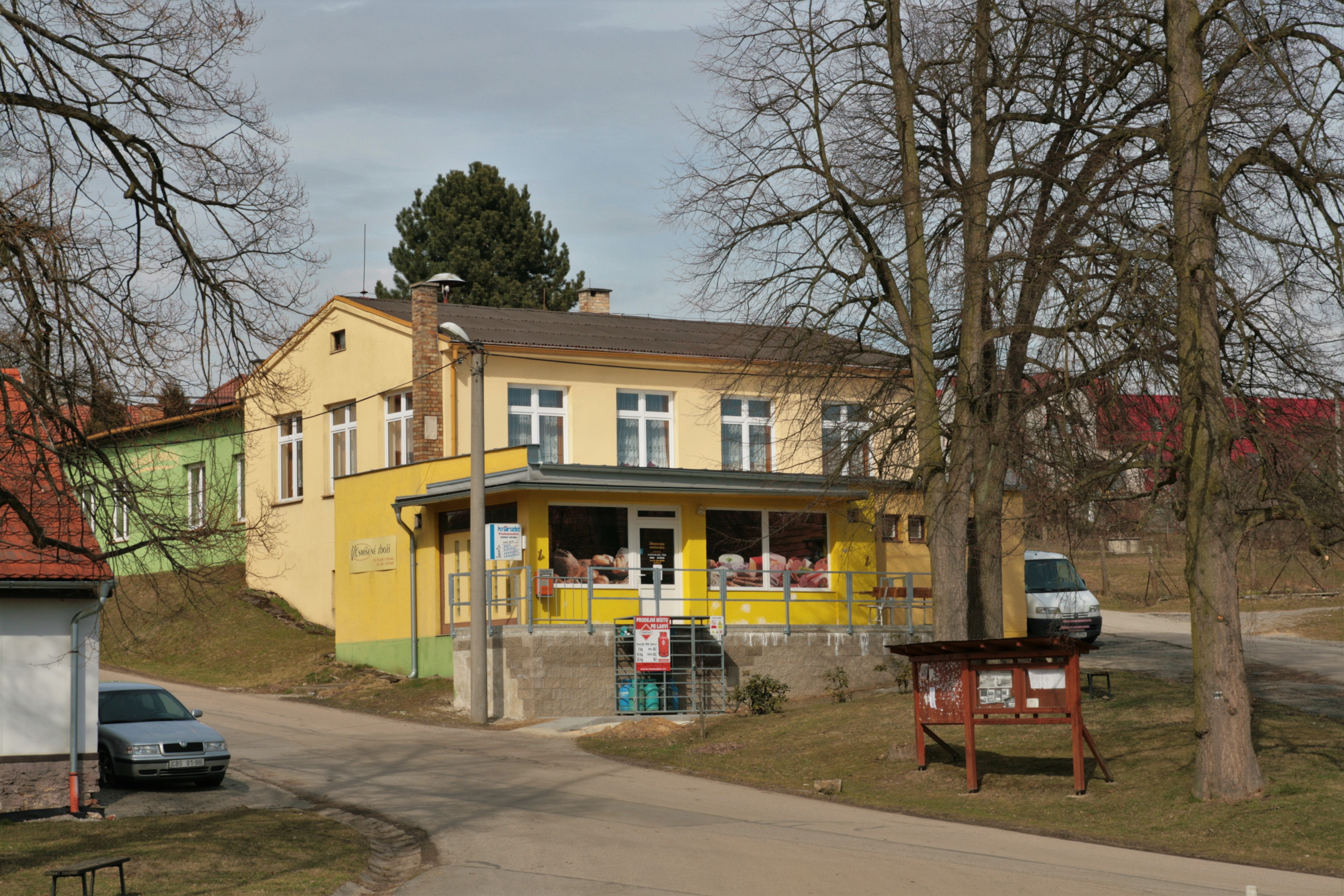
Prodejna smíšeného zboží na návsi v roce 2018

### Počátky
První písemná zmínka o Zborovu pochází z roku 1386, kdy pravděpodobně patřil českobudějovickému měšťanovi Štěpánu Weissovi. V rukou různých českobudějovických měšťanů zůstal po celé 15. století. Nejprve patřil Zborov Mikuláši Kutrerovi a Jakubu Netolickému. Zda byl Jakub Netolický předkem stavitele třeboňských rybníků Štěpánka Netolického, není známo. Později se Zborov dostal do rukou Ondřeje Sovy, který ho předal svým dvěma zeťům: Janovi z rodu Pukliců ze Vztuh a Petru Hofleichovi. Na konci 15. století patřila Zborov Jeronýmovi z rodu Klariců. V roce 1520 byl součástí majetku šlechtického rodu Robmhápů ze Suché. Jistou dobu byl poté Zborov začleněn do hlubockého panství, odkud ho odkoupil v roce 1555 Jiří Kořenský z Terešova, majitel nedalekých Komařic.

### Kořenští z Terešova
Rodu Kořenských z Terešova pak Zborov patřil dalších 154 let. Karel Kořenský z Terešova si zde někdy kolem roku 1580 nechal vystavět renesanční tvrz s hospodářským dvorem, jehož součástí byl i pivovar. Tvrz i celá vesnice byla těžce zasažena třicetiletou válkou, po níž zůstala zhruba polovina domů opuštěná. Po Karlovi Kořenském zdědil Zborov jeho syn Jiří Oldřich a po něm jeho dva synové Jiří Ladislav a Karel Rudolf. Jiří Ladislav Kořenský z Terešova ve Zborově i bydlel a vedl dlouho se táhnoucí spory s třeboňským panstvím, kterému patřily okolní vsi. Přispěl k založení blízkého poutního místa u pramene svaté Voršily. Po smrti Jiřího Ladislava se rozhodla jeho žena Marie Magdalena Kořenská z Terešova Zborov roku 1709 prodat knížeti Adamu Františkovi Schwarzenbergovi, který ho začlenil do svého třeboňského panství.

### Schwarzenbergové
Panský dvůr Kořenských si Adam František nechal rok poté barokně přestavět podle návrhu svého dvorního architekta Pavla Ignáce Bayera. O tři roky později byl podle Bayerových plánů postaven také místní ovčín, který se na rozdíl od panského dvora zachoval dodnes.

### Samostatnost
Po zrušení poddanství v roce 1849 Zborov přestal být majetkem Schwarzenbergů. V roce 1887 byla ve Zborově vybudována obecná škola, do které kromě zborovských dětí docházeli také děti Ohrazeníčka, Mysletína a z chalup u Svaté Voršily. Sedm let poté byl ve Zborově založen hasičský sbor. Kromě hasičského sboru zde působila také Národní jednota pošumavská, která například organizovala místní ochotnické divadlo. Roku 1908 nechali Schwarzenbergové postavit na zborovské návsi secesní kapli svatého Prokopa podle návrhu Jana Sedláčka. Za první republiky v roce 1926 byla celá obec elektrifikována. Je zaznamenáno, že v roce 1931 ve Zborově fungoval mlýn, hostinec, obchod se smíšeným zbožím a trafika.

## Obyvatelstvo
| Rok            | 1869 | 1880 | 1890 | 1900 | 1910 | 1921 | 1930 | 1950 | 1961 | 1970 | 1980 | 1991 | 2001 | 2011 | 2021 |
| -------------- | ---- | ---- | ---- | ---- | ---- | ---- | ---- | ---- | ---- | ---- | ---- | ---- | ---- | ---- | ---- |
| Počet obyvatel | 358  | 384  | 423  | 396  | 423  | 398  | 336  | 272  | 240  | 195  | 180  | 163  | 176  | 208  | 196  |
| Počet domů     | 51   | 59   | 64   | 70   | 70   | 68   | 79   | 76   | 126  | 62   | 56   | 84   | 85   | 74   | 90   |

## Obecní správa
Při sčítání lidu v letech 1850–1975 Zborov byl samostatnou obcí, se kterým patřil nejprve do okresu České Budějovice (v letech 1850–1910 Budějovice), ale v roce 1950 v okrese České Budějovice-okolí a od roku 1960 opět v okrese České Budějovice. Od 1. ledna 1976 je částí městyse Ledenice v okrese České Budějovice. V letech 1850–1975 k obci patřilo Ohrazeníčko a od 12. června 1960 do 31. prosince 1975 také Ohrazení.

## Pamětihodnosti

### Svatá Voršila

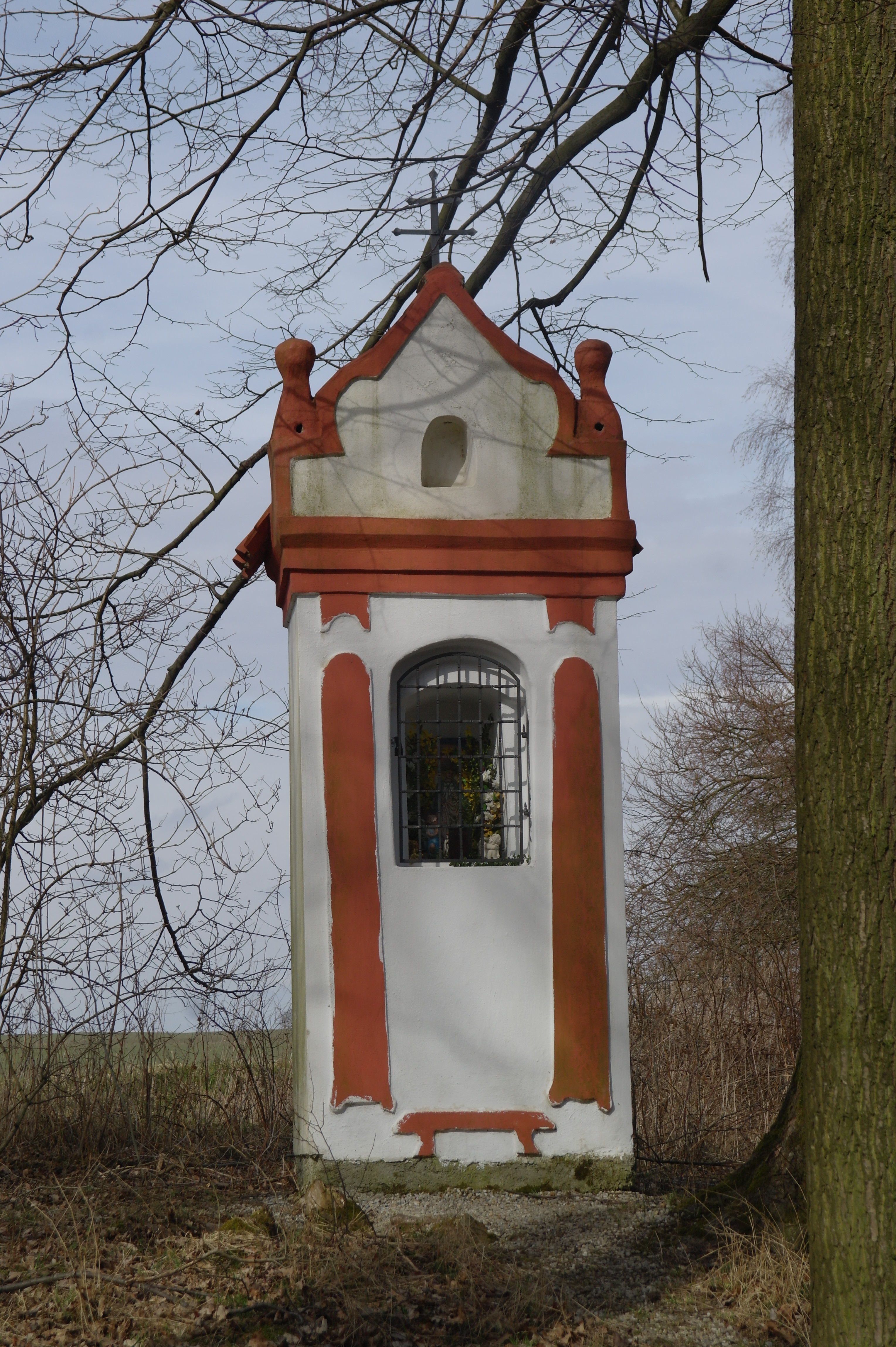
Výklenková kaplička svaté Voršily

V místě ležící asi půl kilometru západně od Zborova byl kolem roku 1685 objeven pramen minerální vody, který začal být vyhledáván lidmi z okolí pro své léčivé účinky. Zborovský pán Jiří Ladislav Kořenský z Terešova zde nechal pro poutníky postavil hospodu a vznikla zde také kaplička zasvěcená svaté Voršile, patronce nemocných dětí, které byla připisována zásluha za léčivost pramene. Nově vznikající poutní místo bylo terčem protestů ze strany některých církevních hodnostářů a majitelů okolních vesnic. Poté, co se Zborov dostal do rukou schwarzenberského knížete Adama Františka, přestalo být poutní místo ve dvacátých letech 18. století udržováno a postupně zaniklo. Místní název Svatá Voršila se ale dochoval jako označení pro přilehlých pár stavení. Někdejší poutní místo dnes připomíná už pouze výklenková kaplička svaté Voršily.

## Osobnosti
- Karel Rambousek (1830–1896) - zemědělský šlechtitel[6]
- Jan Zelenka-Hajský (1895–1942) - bydlel část dětství v místním učitelském bytě, organizátor atentátu na Reinharda Heydricha[11]
- František Kahuda (1911–1987) - fyzik, ředitel místní školy, později ministr školství (1954–1963)[11]